# Zygmunt Weiss
 Zygmunt Eugneiusz Weiss  (né le 4 avril 1903 à Varsovie et mort le 4 juin 1977 à Bad Ischl) est un athlète polonais, spécialiste des courses de 100 à 400 m.

## Biographie
180 cm pour 78 kg, il a participé à deux Jeux olympiques, a été médaillé au championnat de Pologne de 1923 à 1931. Il a fait toute sa carrière au club AZS Warszawa.

### Journaliste
Il a été chroniqueur de 1927 au Courrier de Varsovie puis chef du service des sports de 1929 à 1939 au Soir de Varsovie et avait une prédilection pour les courses cyclistes. Enfin, à la Revue du sport de 1947 à 1970. Après la Seconde Guerre mondiale, journaliste à Trybuna Ludu, il est, avec son confrère tchécoslovaque Karel Tocl de Rudé Právo, le concepteur de la Course de la Paix, créée en mai 1948. Il est décédé alors qu'il assistait au tour d'Autriche cycliste.

### Militaire
Mobilisé comme officier lors de la Campagne de Pologne (1939), il participa au Siège de Varsovie avant d'être capturé et interné dans différents Oflags. Il s'est évadé du X-C et du X-A. Il a tenu une gazette sportive au II-B, II-D ainsi qu'au IV-A. Libéré en 1945, il a été versé dans la 1re division blindée au service du sport jusqu'en 1947.

## Hommages
La ville de Choszczno l'a fait citoyen d'honneur, un prix cycliste porte son nom.
La liste des vainqueurs du prix Zygmunt Weiss :

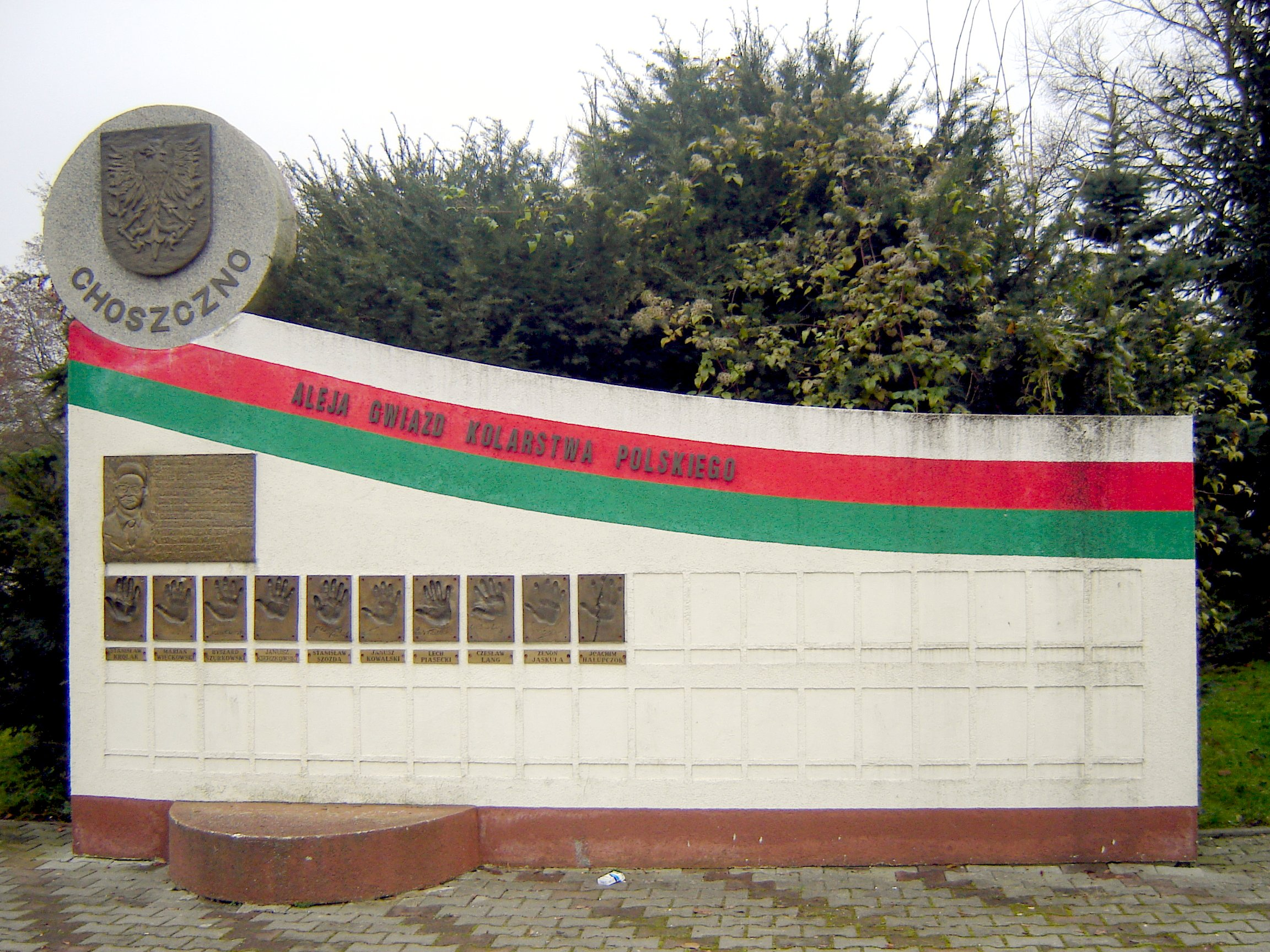
Mémorial à son passage au camp de prisonniers de Choszczno avec la liste des vainqueurs du critérium qui porte son nom.

- Ryszard Szurkowski;
- Stanisław Szozda;
- Lech Piasecki;
- Czesław Lang;
- Stanisław Królak;
- Marian Więckowski;
- Janusz Kierzkowski;
- Janusz Kowalski;
- Zenon Jaskuła;

- Joachim Halupczok;
- Zbigniew Spruch;
- Ryszard Konkolewski;
- Tadeusz Mytnik[3].